# Хермагор
Хермагор, пуним називом Хермагор-Пресенгер Зе (словен. Šmohor-Preseško jezero) град је у јужној Аустрији, у покрајини Корушкој, где је седиште истоименог округа Хермагор.

## Природне одлике
Хермагор се налази у јужном делу Аустрије, 400 км југозападно од Беча. Град се налази близу италијанске границе (5 km северно од ње). Главни град покрајине Корушка, Клагенфурт, налази се 80 km источно од града.
Град Хермагор је смештен у долини реке Гејл. Поред града налази се омање Пресешко језеро. Око града се стрмо издижу Алпи под шумама. Надморска висина града је око 600 m.

## Становништво
| 1971. | 1981. | 1991. | 2001. | 2011. |
| ----- | ----- | ----- | ----- | ----- |
| 7.238 | 7.079 | 7.403 | 7.232 | 7.082 |

Хермагор данас има око 7.000 становника. Последњих деценија број становника града стагнира.

## Галерија
- Долине Гејла око Хермагора
- Стари део града
- Градска римокатоличка црква